# جاستین عماش
جاستین عَمّاش (به انگلیسی: Justin Amash) (‎/əˈmɑːʃ/‎; متولد ۱۸ آوریل، ۱۹۸۰) وکیل، سیاستمدار و نماینده سابق کنگره ایالات متحده است. او دوره اش را از ژانویه ۲۰۱۱ به عنوان نماینده مجلس آمریکا از حوزه انتخابیه شماره ۳ میشیگان آغاز کرد و تا سال ۲۰۲۱ در این منصب بود. این حوزه که به مرکزیت گرند رپیدز است، زمانی توسط جرالد فورد رئیس‌جمهور سابق آمریکا در مجلس نمایندگان آمریکا نمایندگی می‌شد. آماش که در آغاز جمهوریخواه بود در سال ۲۰۱۹ مستقل شد.
او به عنوان یک جمهوریخواه لیبرترین، اول بار در انتخابات ۲۰۱۰ به نمایندگی برگزیده شد. عماش رئیس فراکسیون آزادی و از نمایندگان مرتبط با جنبش تی پارتی است.
کانر فریدرزدورف در مجله آتلانتیک، عماش را یکی از «مهم‌ترین حامیان آزادی‌های مدنی» در مجلس نمایندگان خوانده‌است.

## اوان زندگی
اماش که در میشیگان متولد شده یک عرب آمریکایی نسل دومی با تبار مسیحی فلسطینی و ارتدکس یونانی انطاکی ست. او با درجه لیسانس اقتصاد و جی. دی از مدرسه حقوق دانشگاه میشیگان فارغ‌التحصیل شد. پدرش یک کاسب فلسطینی است که با حمایت مالی یک کشیش به آمریکا مهاجرت کرد. مادرش از مهاجرین سوری به آمریکا است.

## موضع سیاسی
اماش با برنامه‌ریزی اقتصادی مخالف است و معتقد است باعث بیکاری، تورم و چرخه‌های کسب و کار خطرناک می‌شود.
او معتقد است بیمه سلامتی نباید اجباری باشد.
او در انتخابات ریاست جمهوری آمریکا در ۲۰۱۲ از ران پال حمایت کرد.

## زندگی شخصی

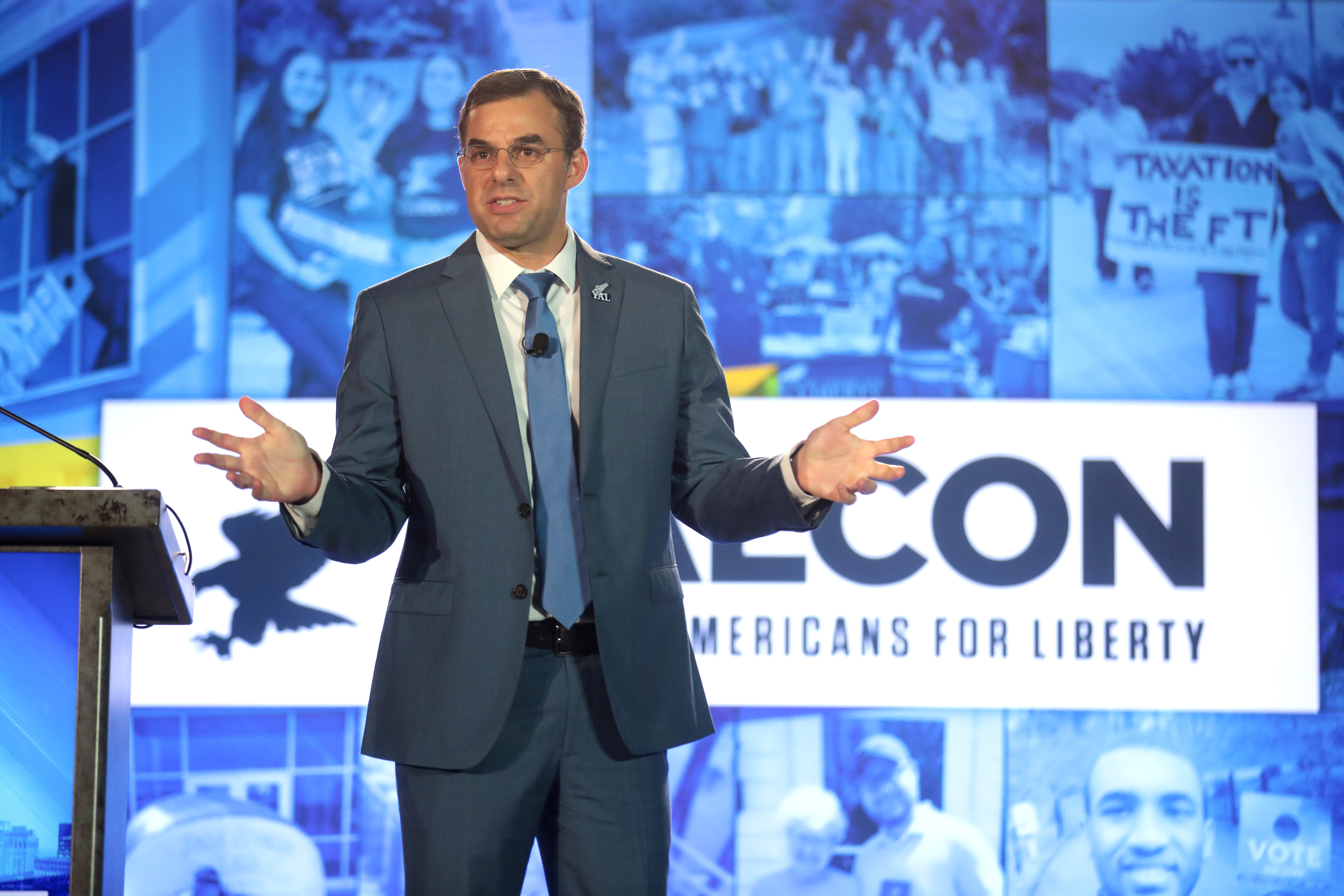
جاستین آماش، نماینده کنگره ایالات متحده، در حال سخنرانی با شرکت کنندگان در کنوانسیون جوانان آمریکایی برای آزادی 2019 در هتل Best Western Premier Detroit Southfield در دیترویت، میشیگان. لطفاً در صورت استفاده در جای دیگری به Gage Skidmore نسبت دهید.

او گفته‌است اقتصاددانان محبوبش فریدریش هایک و فردریک باستیا هستند. امش متأهل است و سه فرزند دارد. او عضو کلیسای ارتدکس انطاکیه است.